# Comté de Pulaski (Illinois)
Pour les articles homonymes, voir Comté de Pulaski.
Le comté de Pulaski est un comté situé dans l'État de l'Illinois, aux États-Unis. En 2000, sa population est de 7 348 habitants. Son siège est Mound City.